# Jack Dearlove
Jack Dearlove   (Fulham, 5 de juny de 1911 - Bromley, 11 de juliol de 1967) fou un remer anglès que va competir en els anys posteriors a la Segona Guerra Mundial.
El 1948 va prendre part en els Jocs Olímpics de Londres, on guanyà la medalla de plata en la prova del vuit amb timoner del programa de rem. N'era el timoner. El 1950 guanyà la medalla de bronze en la prova del vuit amb timoner als Jocs de l'Imperi Britànic.
Quan tenia 13 anys va patir un greu accident de cotxe que li va provocar l'amputació d'una cama. El seu fil, Richard Dearlove arribà a ser cap del MI6 i Master del Pembroke College de Cambridge.